# Cryptoscatomaseter magnificens
Cryptoscatomaseter magnificens är en skalbaggsart som beskrevs av Robinson 1940. Cryptoscatomaseter magnificens ingår i släktet Cryptoscatomaseter och familjen Aphodiidae. Inga underarter finns listade i Catalogue of Life.